# Zasada litości
Zasada litości (ang. mercy rule, slaughter rule, knockout rule, skunk rule) – jedna z zasad w sporcie, która kończy wcześniej niż zaplanowano zawody sportowe dwóch zawodników lub drużyn, jeśli jeden zawodnik lub zespół ma bardzo dużą i prawdopodobnie nie do pokonania przewagę punktową nad drugą. Nazywa się to zasadą litości, ponieważ oszczędza dalszego upokorzenia przegranemu. Jest ona powszechna w sportach młodzieżowych w Ameryce Północnej, gdzie dalsze zdobywanie punktów jest uważane za niesportowe (szczególnie w boksie amatorskim, baseballu i softballu). Również inne dyscypliny sportu, gdzie występuje duża przewaga przeciwników, chcą wprowadzić "zasadę litości", np. w hokeju na lodzie kobiet. Zasada litości w praktyce skraca także czas zawodów.